# ベンジャミン・ウィルソン (画家)
ベンジャミン・ウィルソン（Benjamin Wilson、1721年6月21日 - 1788年6月6日）は、イギリスの画家、版画家、博物学者である。博物学者としては静電発電機を改良するなど、初期の電気に関する研究者の一人であった。

## 略歴
ウェスト・ヨークシャーのリーズで生まれた。裕福な服地商人の息子に生まれた。父親は邸をフランス出身の装飾画家ジェームズ・パルマンティエ(James Parmentier: 1658–1730)に装飾させるほど豊かであった。父親の商売は上手くいかなくなった後、ウィルソンはロンドンに移り、事務員として働くが、ロンドンで画家のウィリアム・ホガースに勧められて、ホガースらが運営するセント・マーティンズ・レーン・アカデミー(St Martin's Lane Academy)で学んだ。
1746年に短期間、訪れたアイルランドのダブリンに1748年から1850年の間、滞在しそこで肖像画家、科学者として成功した。ロンドンに戻ると、グレート・クイーン・ストリート(Great Queen Street)のかつて画家のゴドフリー・ネラーが住んだ家に住んだ。有望な若手画家であったジョシュア・レノルズと肖像画家として競い合い、多くの収入を得るようになった。後にヨーク＝オールバニ公爵を継ぐエドワード・オーガスタスに紹介され、支援をうけるようになり、公爵の私設の劇場の運営のために雇われ、1773年には公的な画家の仕事につくことができた。
科学者としては、 1751年に王立協会のフェローに選ばれ、トルマリン(電気石)の電気的な性質を調べ、1760年に王立協会のコプリ・メダルの受賞者になった。電気の分野の研究者となり、電気の理論や避雷針の適した先端形状などでベンジャミン・フランクリンと異なる説を唱えた。ライデン瓶の蓄電容量がコーティングした金属の面積に比例し、瓶のガラスの厚さに反比例することも発見した。 1765年からサンクトペテルブルクのロシア科学アカデミーの名誉会員となった。
1777年以降は画家としての活動は少なくなった。画家の弟子にはリチャード・ブロンプトンやヨハン・ゾファニーがいる。

## 作品

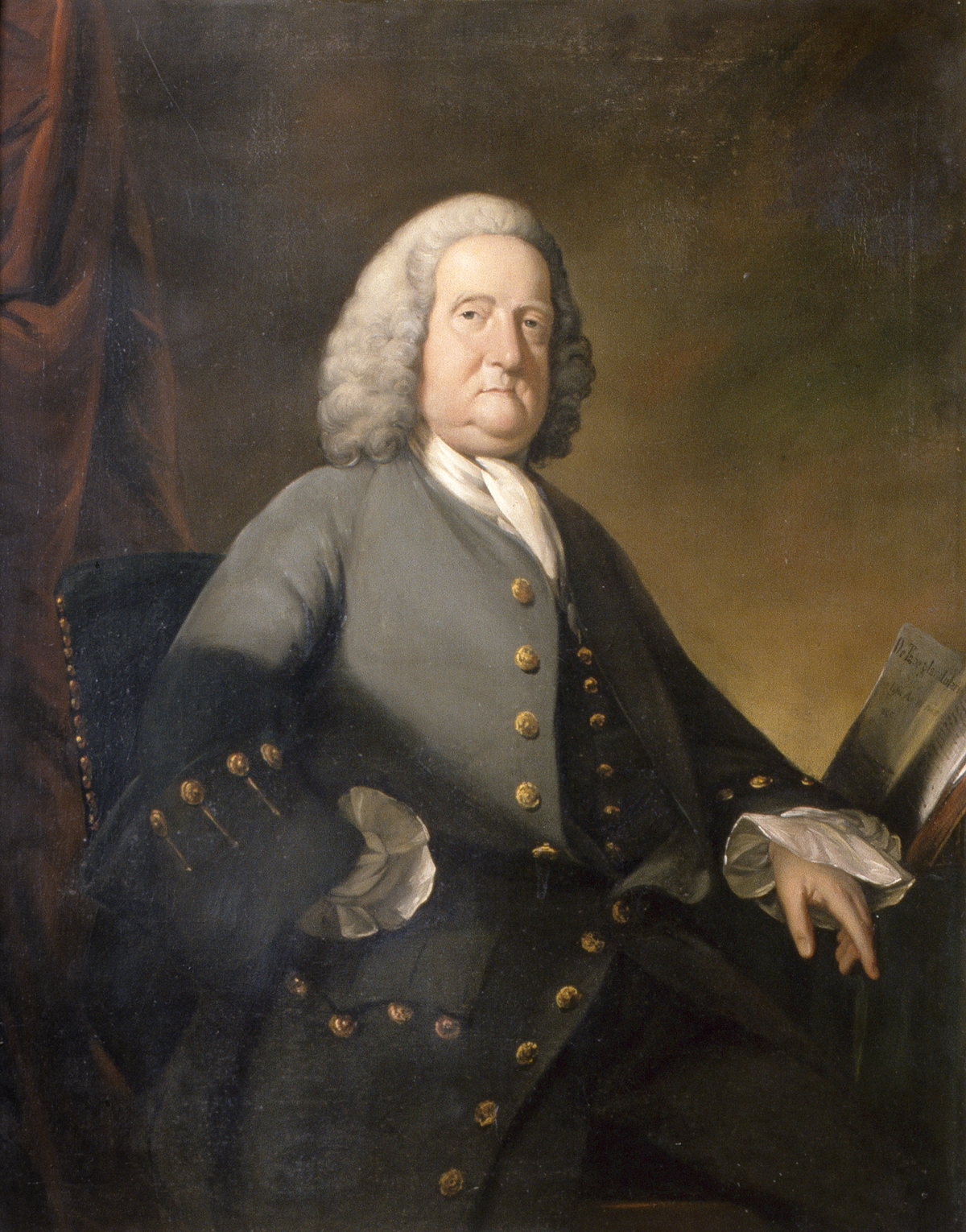
Richard Russell(医師)の肖像 (c.1755)
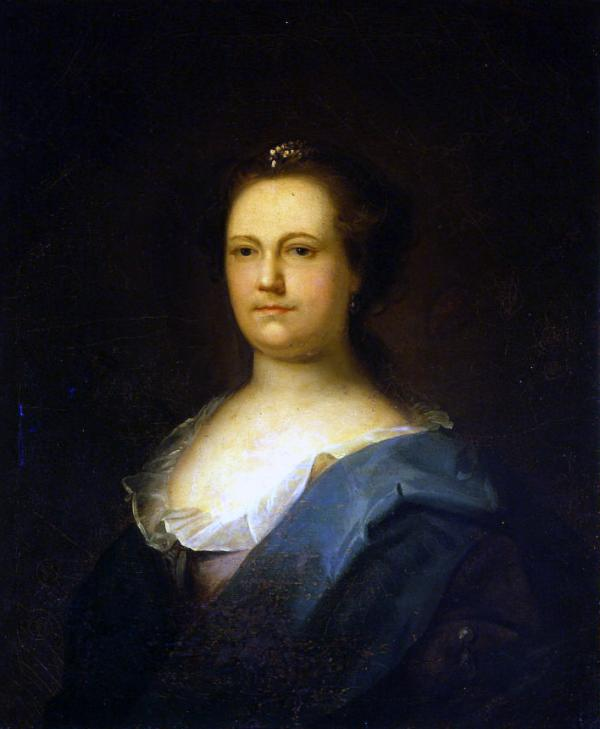
Deborah Read(ベンジャミン・フランクリンの事実婚の妻) (1758/59)
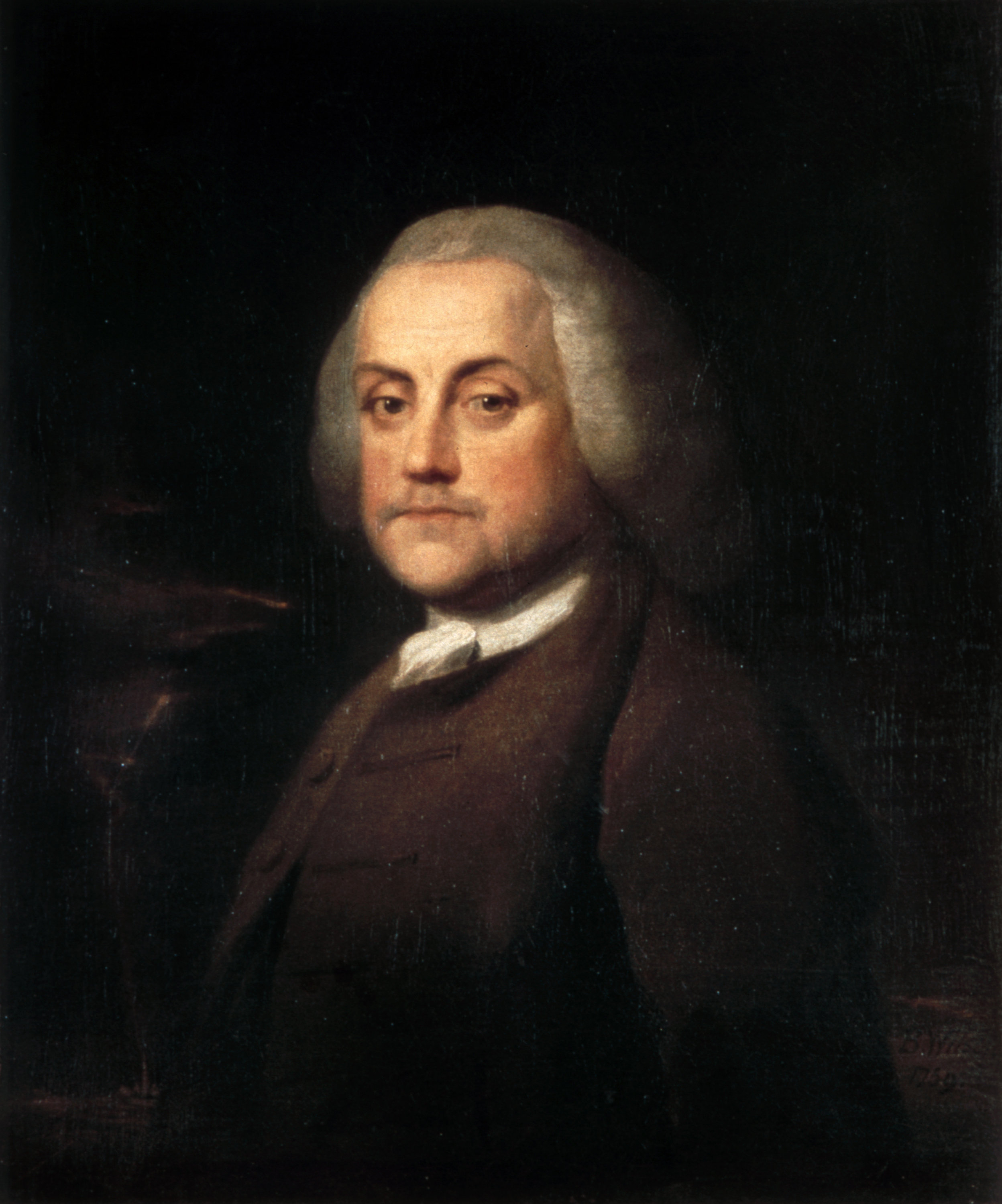
ベンジャミン・フランクリン(1759)
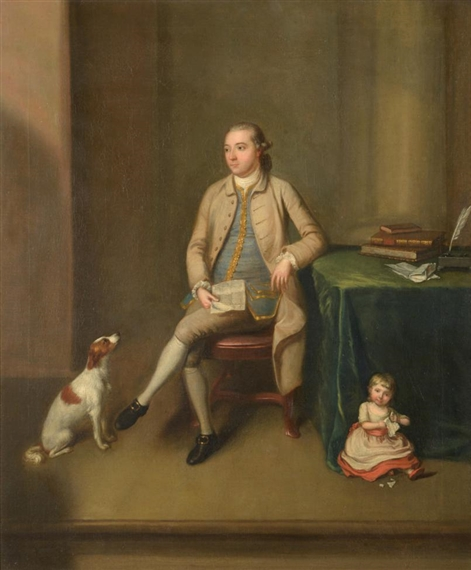
ウィリアム・グリードウ＝ニューコメン (初代準男爵) (1770s)

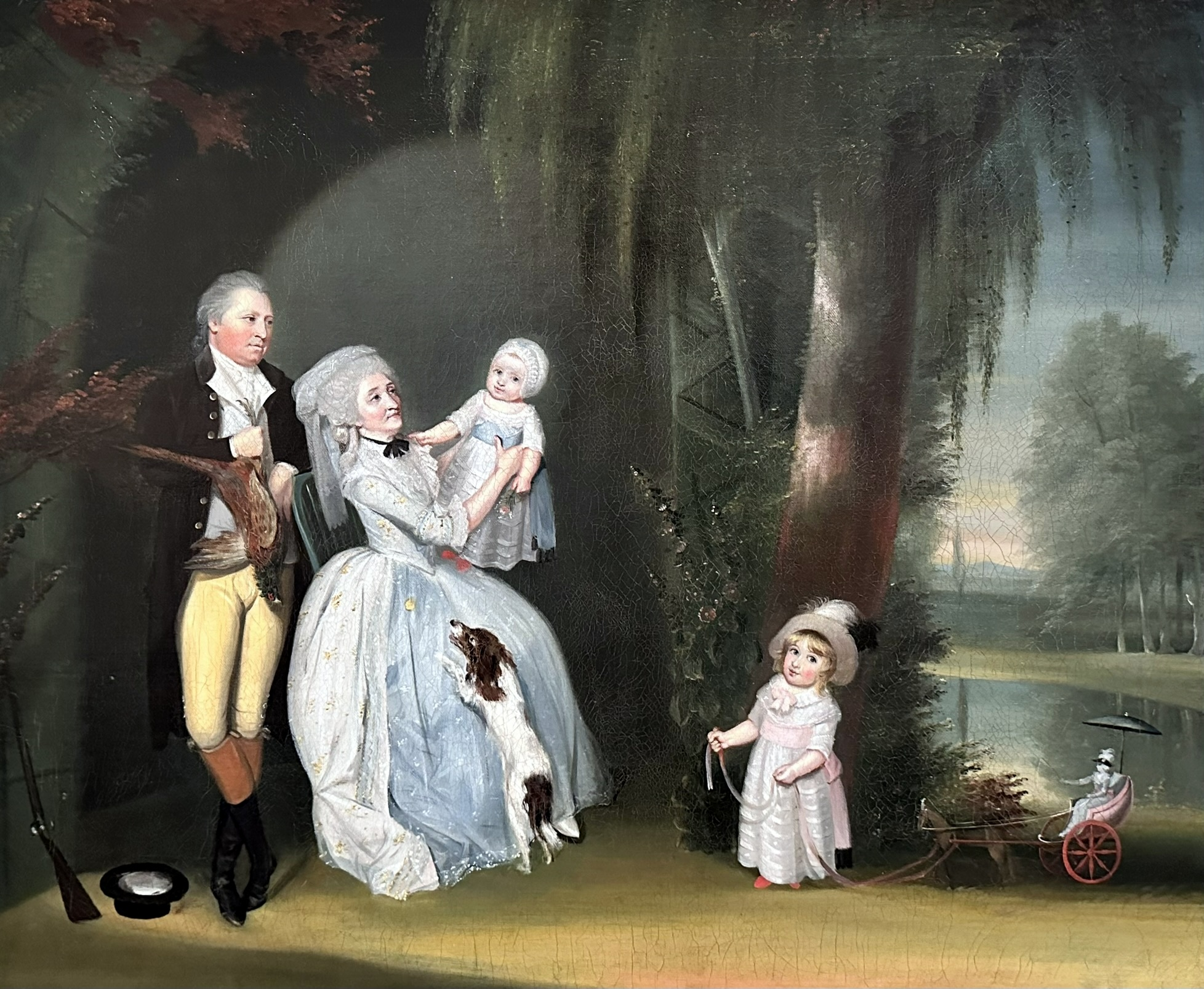
" The Blandy Family" (1784)
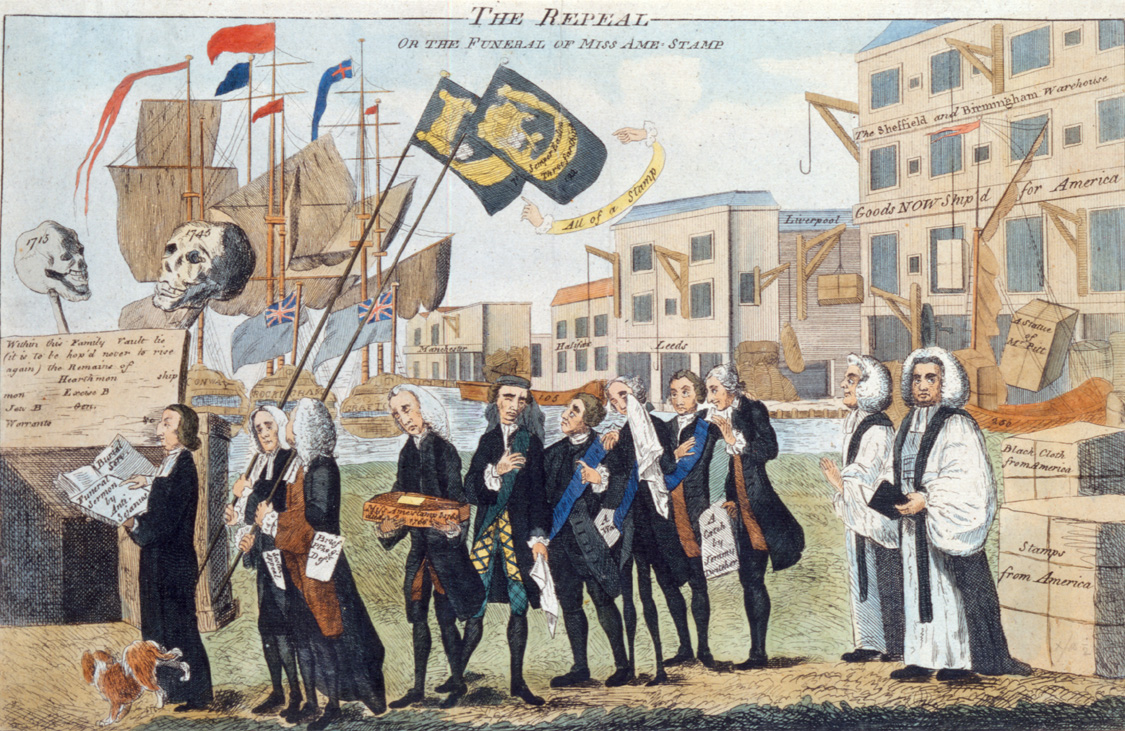
手彩色の版画作品
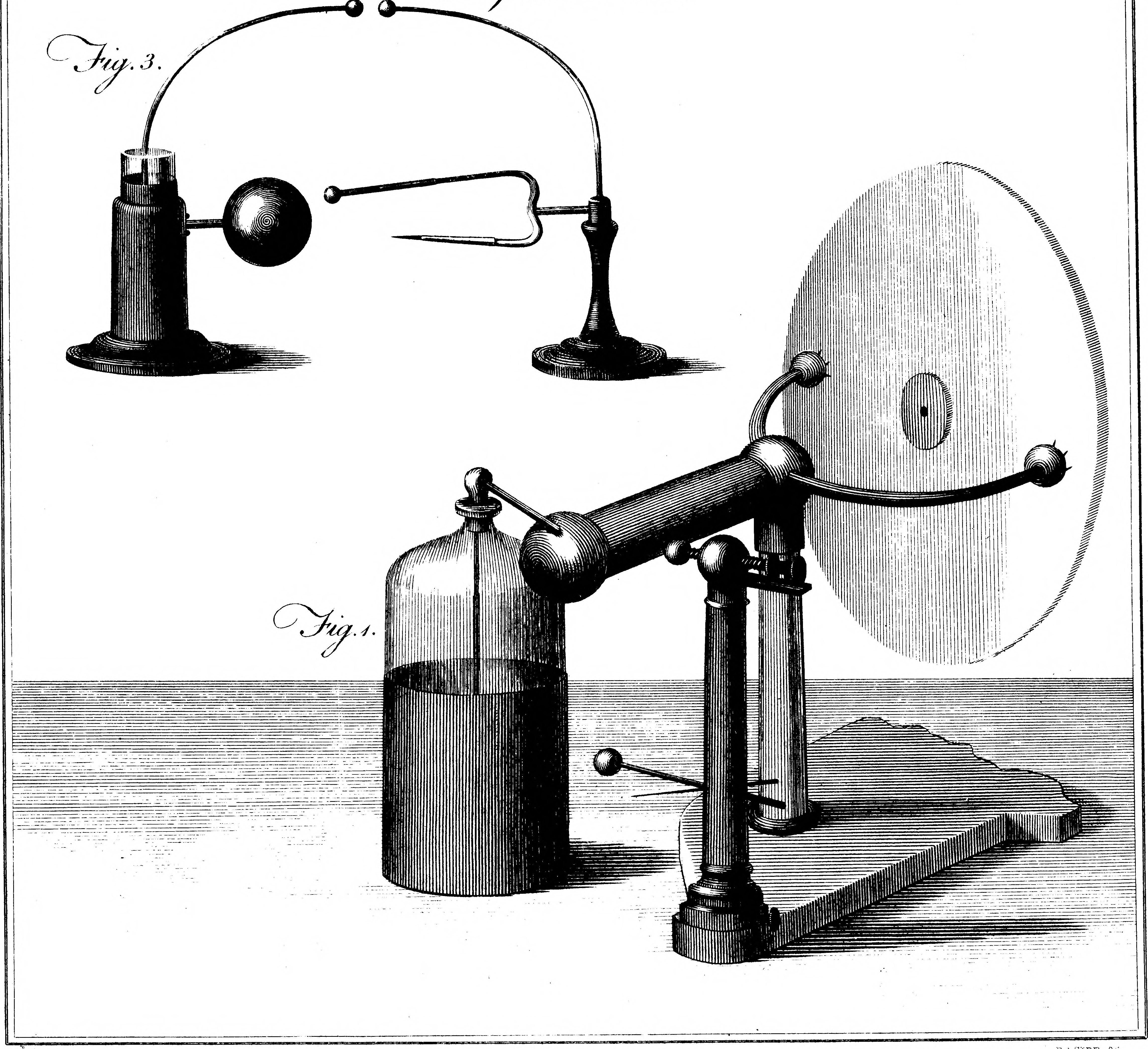
科学論文図版